# Étréchy (Essonne)
Étréchy [etʁeʃi] ist eine Gemeinde im Département Essonne in der Region Île-de-France in Frankreich. Die Stadt liegt am Ufer des Flusses Juine.
Die Gemeinde hat 6926 Einwohner (Stand 1. Januar 2022), Bürgermeisterin ist seit 2014 Elisabeth Dailly; ihr Vorgänger war Julien Bourgeois.

## Geschichte
Das erste Mal erwähnt wurde eine Ansiedlung an diesem Ort am Ende des 10. Jahrhunderts unter dem lateinischen Namen Stripiniacum.
| Bevölkerungsentwicklung | Bevölkerungsentwicklung | Bevölkerungsentwicklung | Bevölkerungsentwicklung | Bevölkerungsentwicklung | Bevölkerungsentwicklung | Bevölkerungsentwicklung | Bevölkerungsentwicklung | Bevölkerungsentwicklung |
| ----------------------- | ----------------------- | ----------------------- | ----------------------- | ----------------------- | ----------------------- | ----------------------- | ----------------------- | ----------------------- |
| Jahr                    | 1962                    | 1968                    | 1975                    | 1982                    | 1990                    | 1999                    | 2006                    | 2016                    |
| Einwohner               | 2440                    | 2876                    | 5244                    | 5600                    | 5950                    | 6104                    | 6204                    | 6529                    |

## Sehenswürdigkeiten
Siehe: Liste der Monuments historiques in Étréchy (Essonne)

## Städtepartnerschaften
Partnerstädte sind Ostrach in Baden-Württemberg, Lydd in Englands Grafschaft Kent und Dano im Süden Burkina Fasos.

## Ehrenbürger
- Herbert Barth (1943–2008), Bürgermeister von Ostrach und Träger des Bundesverdienstkreuzes am Bande.